# Jessica Reiter
Jessica Reiter (* 2. Mai 1974) ist eine ehemalige deutsche Fußballspielerin.

## Karriere
Reiter kam für den FSV Frankfurt während der Saison 1996/97 im Zeitraum Juli bis Dezember 1996 in drei Punktspielen der Gruppe Süd der seinerzeit zweigleisigen Bundesliga zum Einsatz sowie am 4. September 1996 in Nidderau im Spiel um den DFB-Supercup. Die Begegnung mit dem deutschen Meister Sportfreunde Siegen (seinerzeit noch unter dem Namen TSV Siegen) wurde mit 2:0 n. V. gewonnen; beim Titelgewinn wurde sie in der 106. Minute für Britta Unsleber eingewechselt.

## Erfolge
- DFB-Supercup-Sieger 1996